# Магазинные воришки всего мира
«Магазинные воришки всего мира» (англ. Shoplifters of the World) — художественный фильм режиссёра Стивена Киджака. В главных ролях Хелена Ховард, Эллар Колтрейн, Елена Кампурис и Джо Манганьелло.
Премьера фильма состоялась 26 марта 2021 года.

## Сюжет
В Денвере четверо друзей переживают внезапный распад группы The Smiths, а местную радиостанцию под дулом пистолета удерживает фанат, заставляя недовольного хэви-метал диджея всю ночь играть The Smiths.
В основе сюжета лежит реальный случай, произошедший в 1988 году, когда восемнадцатилетний подросток едва не осуществил план захвата денверской радиостанции Y108.

## В ролях
- Хелена Ховард — Клео
- Эллар Колтрейн — Дин
- Елена Кампурис — Шейла
- Ник Краузе — Билли
- Джеймс Блур — Патрик
- Томас Леннон — дяди Шадрак
- Джо Манганьелло — Микки

## Производство
В феврале 2012 года стало известно, что роли в фильме исполнят Джессика Браун Финдлей, Джеймс Фрешвиль, Джереми Аллен Уайт, Томас Броди-Сангстер и Скайлар Эстин, а Стивен Киджак напишет сценарий. В марте 2014 года к актёрскому составу фильма присоединился Джо Манганьелло. В сентябре 2016 года стало известно, что Саша Лейн, Изабель Фурман, Эллар Колтрейн и Ник Краузе присоединились к актёрскому составу фильма, а Финдли, Фрешвиль, Уайт, Сангстер, Эстин и Мамет покинули проект. В феврале 2019 года к актёрскому составу фильма присоединились Хелена Ховард, Елена Кампурис и Ник Краузе.
Съёмки начались в октябре 2018 года в Олбани, штат Нью-Йорк. Съёмки проходили в городах Троя и Колони, штат Нью-Йорк.

## Релиз
В сентябре 2020 года компания RLJE Films приобрела права на распространение фильма. Премьера состоялась 26 марта 2021 года.

## Восприятие
На сайте Rotten Tomatoes фильм имеет рейтинг 44 % основанный на 43 отзывах, однако оценка зрителями фильма составляет 73 %. На Metacritic фильм имеет рейтинг 50 из 100, основанный на 7 отзывах, что указывает на «смешанные или средние отзывы».
Жаннетт Катсулис из New York Times пишет, что фильм является «сделанным с любовью подарком преданным фанатам группы The Smiths… этот сладко-ностальгический взгляд на потерянных мальчиков и одиноких девочек как будто идёт от сердца». Кен Скрудато из BlackBook пишет: «Этот фильм — пронзительное любовное послание к The Smiths… Фильм преследует какая-то неизбывная, скорбная ностальгия, поскольку он пронзительно напоминает о необратимой гибели того странного трайбализма, который когда-то так сильно объединял всех тех, кто жил за гранью общественного признания — трайбализма, который был заменен Instagram’ом блинов и бездушной одержимостью 60-секундными видео TikTok’а абсолютно ни о чём. …это действительно были песни, которые спасали вам жизнь — и фильм справедливо и правильно воспевает их».